# Église Notre-Dame-du-Mont-Carmel de Grenay
L'église Notre-Dame-du-Mont-Carmel est une des deux églises catholiques de la ville de Grenay (Pas-de-Calais). Celle-ci, consacrée à Notre-Dame du Mont-Carmel, est celle du centre-ville, tandis que l'église Saint-Louis est celle de la cité minière n° 5, dite « cité du Maroc ». Les deux églises dépendent de la paroisse Saint-Vincent-de-Paul de Bully-en-Gohelle du diocèse d'Arras.

## Histoire
Une première petite église est construite en 1254, elle est reconstruite et agrandie en 1753-1755. Consacrée à saint Maclou, elle dépend alors de la paroisse de Bully. En 1781, le seigneur Guillaume du Saulchoy, bailli de Grenay, offre une cloche à l'église. En 1878, l'église est placée sous le vocable de Notre-Dame du Mont-Carmel.
L'abbé Joseph Maës fait bâtir une nouvelle église plus vaste en style néo-roman au début du XXe siècle, à un nouvel endroit, au croisement des rues Lamendin et Beaucamp. L'église est détruite par les obus de la guerre de 1914-1918, elle est reconstruite par l'architecte Maurice Duhem au début des années 1920 dans le même style néo-roman à l'extérieur et néo-gothique à l'intérieur. L'église est inaugurée le 1er mars 1925, en présence de l'abbé Joseph Maës.
Les vitraux de la maison Champigneulle de Nancy ont été restaurés en 2016.
Tous les ans, la procession du 15 août démarre devant la grotte de Notre-Dame de Lourdes qui se trouve dans le jardin à côté du presbytère.

## Description
Les vitraux de Champigneulle décrivent dans le chœur (sept verrières) la vie du Christ et la dévotion à la Vierge, les autres dans la nef des saints (Saint Pierre baie 4, Saint Paul, baie 5, Saint Jean-Baptiste, baie 6, Saint Jean, baie 7) et l'histoire de la France chrétienne (Le Baptême de Clovis, baie 8, Le Sacre de Charlemagne, baie 17, Jeanne d'Arc au sacre de Charles VII, baie 11), ainsi qu'une méditation sur le Saint-Sacrement.
L'orgue de Cavaillé-Coll date de 1927. Le buffet de chêne comporte trois plates-faces. Les tuyaux sont en zinc argenté. L'instrument a été restauré en 2014.